# Floriceps minacanthus
Espèce
Floriceps minacanthus  est une espèce de cestodes de la famille des Lacistorhynchidae.
À l'état de larve, l'espèce parasite des poissons téléostéens, avec une spécificité très large (par exemple, au large de l'Australie et de la Nouvelle-Calédonie, Cephalopholis boenak, Epinephelus coioides, Plectropomus leopardus, Lethrinus miniatus, Variola louti). À l'état adulte, l'espèce parasite la valvule spirale des requins du genre Carcharhinus (Carcharhinus amboinensis, Carcharhinus leucas) et Triaenodon obesus.